# Myxodinium pipiens
Myxodinium pipiens is een soort in de taxonomische indeling van de Myzozoa, een stam van microscopische parasitaire dieren. Het organisme komt uit het geslacht Myxodinium en behoort tot de familie Chytridiodinidae. Myxodinium pipiens werd in 1970 ontdekt door Cachon, Cachon & Bouquaheux.